# Myalila typica
Myalila typica là một loài bướm đêm trong họ Noctuidae.